# 126e méridien est
En géographie, le 126e méridien est est le méridien joignant les points de la surface de la Terre dont la longitude est égale à 126° est.

## Géographie

### Dimensions
Comme tous les autres méridiens, la longueur du 126e méridien correspond à une demi-circonférence terrestre, soit 20 003,932 km. Au niveau de l'équateur, il est distant du méridien de Greenwich de 14 026 km,.
Avec le 54e méridien ouest, il forme un grand cercle passant par les pôles géographiques terrestres.

### Régions traversées
En commençant par le pôle Nord et descendant vers le sud au pôle Sud, Le 126e méridien est passe par:
| Coordonnées           | Pays, territoire ou mer | Notes |
| --------------------- | ----------------------- | --- |
| 90° 00′ N, 126° 00′ E | Océan Arctique          | |
| 77° 41′ N, 126° 00′ E | Mer de Laptev           | |
| 73° 31′ N, 126° 00′ E | Russie                  | République de Sakha — Îles du delta de la Lena et le continent Oblast de l'Amour — à partir de 55° 43′ N, 126° 00′ E                                                                                |
| 52° 46′ N, 126° 00′ E | Chine                   | Heilongjiang — sur environ 10 km |
| 52° 40′ N, 126° 00′ E | Russie                  | Oblast de l'Amour — sur environ 9 km |
| 52° 35′ N, 126° 00′ E | Chine                   | Heilongjiang Mongolie Intérieure — sur environ 1 km à partir de 50° 56′ N, 126° 00′ E Heilongjiang — à partir de 50° 55′ N, 126° 00′ E Jilin — à partir de 45° 11′ N, 126° 00′ E                    |
| 40° 56′ N, 126° 00′ E | Corée du Nord           | sur environ 2 km |
| 40° 55′ N, 126° 00′ E | Chine                   | Jilin — sur environ 2 km |
| 40° 53′ N, 126° 00′ E | Corée du Nord           | |
| 37° 52′ N, 126° 00′ E | Mer Jaune               | |
| 34° 53′ N, 126° 00′ E | Corée du Sud            | Plusieurs îles des comtés de Sinan and Jindo |
| 34° 15′ N, 126° 00′ E | Mer Jaune               | Passe juste à l'ouest de l'île de Jeju-do, Corée du Sud (à 33° 17′ N, 126° 09′ E) |
| 33° 17′ N, 126° 00′ E | Mer de Chine orientale  | |
| 25° 15′ N, 126° 00′ E | Océan Pacifique         | Mer des Philippines — passe juste à l'est de l'île de Calicoan (en), Philippines (à 10° 56′ N, 125° 50′ E) — passe juste à l'est de l'île de Île Suluan (en), Philippines (à 10° 45′ N, 125° 58′ E) |
| 9° 57′ N, 126° 00′ E  | Philippines             | Îles de Siargao et Middle Bucas |
| 9° 42′ N, 126° 00′ E  | Océan Pacifique         | Mer des Philippines |
| 9° 18′ N, 126° 00′ E  | Philippines             | Île de Mindanao |
| 6° 54′ N, 126° 00′ E  | Golfe de Davao          | |
| 6° 12′ N, 126° 00′ E  | Océan Pacifique         | |
| 3° 29′ N, 126° 00′ E  | Mer des Moluques        | |
| 1° 48′ S, 126° 00′ E  | Indonésie               | Île de Mangole |
| 1° 54′ S, 126° 00′ E  | Mer de Céram            | |
| 2° 15′ S, 126° 00′ E  | Indonésie               | Île de Sanana |
| 2° 28′ S, 126° 00′ E  | Mer de Banda            | |
| 3° 13′ S, 126° 00′ E  | Indonésie               | Île de Buru — point le plus occidental |
| 3° 18′ S, 126° 00′ E  | Mer de Banda            | |
| 7° 40′ S, 126° 00′ E  | Indonésie               | Île de Wetar |
| 7° 54′ S, 126° 00′ E  | Mer de Banda            | |
| 8° 30′ S, 126° 00′ E  | Timor oriental          | Île de Timor |
| 9° 06′ S, 126° 00′ E  | Mer de Timor            | |
| 13° 07′ S, 126° 00′ E | Océan indien            | |
| 14° 01′ S, 126° 00′ E | Australie               | Australie-Occidentale |
| 32° 17′ S, 126° 00′ E | Océan indien            | Les autorités australiennes considèrent cette zone comme partie de l'Océan Austral, |
| 60° 00′ S, 126° 00′ E | Océan Austral           | |
| 66° 17′ S, 126° 00′ E | Antarctique             | Territoire antarctique australien, Territoires revendiqués par l' Australie |